# SON-9

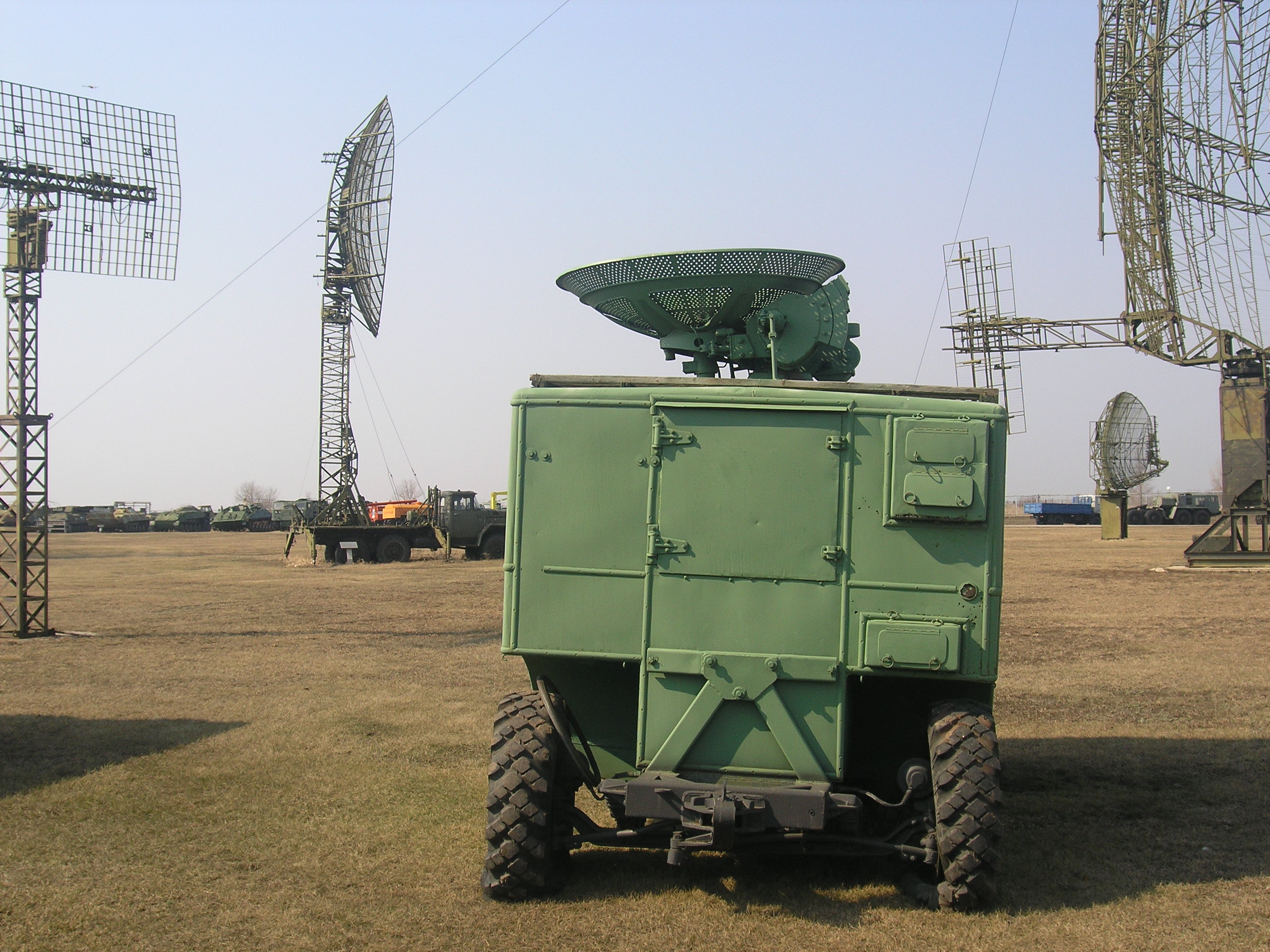
Un radar SON-9. Musée technique de Tuliati

SON-9 (code OTAN Fire Can) est un radar de conduite de tir soviétique pour des canons anti-aériens de 57 mm et de 100 mm. 
Il fut introduit en 1950 et largement utilisé lors de la guerre du Vietnam.
En 1955 apparut le SON-9a qui bénéficiait d'une protection améliorée contre les interférences.